# Mother and Wife
Mother and Wife è un cortometraggio muto del 1914 scritto e diretto da Ben F. Wilson che ne è anche l'interprete principale insieme a Sally Crute, Lettie Ford, Edward Earle.

## Trama
Venuto dalla gavetta, George Steele non si vergognava delle sue umili origini. Quando, con un colpo di fortuna, una delle sue invenzioni gli procurò delle enormi royalties, tutto quel denaro gli permise di soddisfare il suo desiderio più caro sposando Marion Ashmead. La scoperta che la madre di George fumava la pipa, provocò grande disgusto nella novella sposa. Cresciuta in un ambiente raffinato, la vita con i rudi Steele le provocò uno shock, tanto che finì per supplicare il marito di comperare una nuova casa più adatta alla loro posizione. Il suo desiderio fu prontamente soddisfatto ma la nuova, elegante residenza non influì minimamente sulle vecchie abitudini della madre di George. Marion le proibì tassativamente di fumare la pipa e si comportò con la vecchia signora in maniera tanto sgradevole da farla sentire inopportuna. Così, una sera, questa se ne andò per tornare alla vecchia casa. La cosa provocò l'ira di George che litigò con la moglie, finendo per sbattere la porta di casa per andare dalla madre.

Rimasta sola, Marion si lasciò riprendere dalla spensierata vita di società, accettando oltretutto le attenzioni molto particolari dell'amico Frank Reynolds. Una sera, nel corso di una cena a un gran ballo, accese una sigaretta. Ma, improvvisamente, fu colta dal ricordo delle parole crudeli con le quali aveva rimproverato la suocera colpevole di fumare la pipa. Finito il ballo, Reynolds l'aveva baciata. Piena di rimorso, era tornata a casa, la sua bella ed elegante casa vuota. Un'ondata di nostalgia e rimpianto l'aveva travolta: rivestitasi, era corsa alla vecchia casa dove aveva trovato George che leggeva tranquillamente vicimo al fuoco accanto alla madre. Singhiozzando, Marion si era gettata tra le gentili vecchie braccia: Madre - gridò - sono tornata a casa.

## Produzione
Il film fu prodotto dalla Edison Company.

## Distribuzione
Il film - un cortometraggio in una bobina - fu distribuito negli Stati Uniti dalla General Film Company.